# Landgericht Ellingen

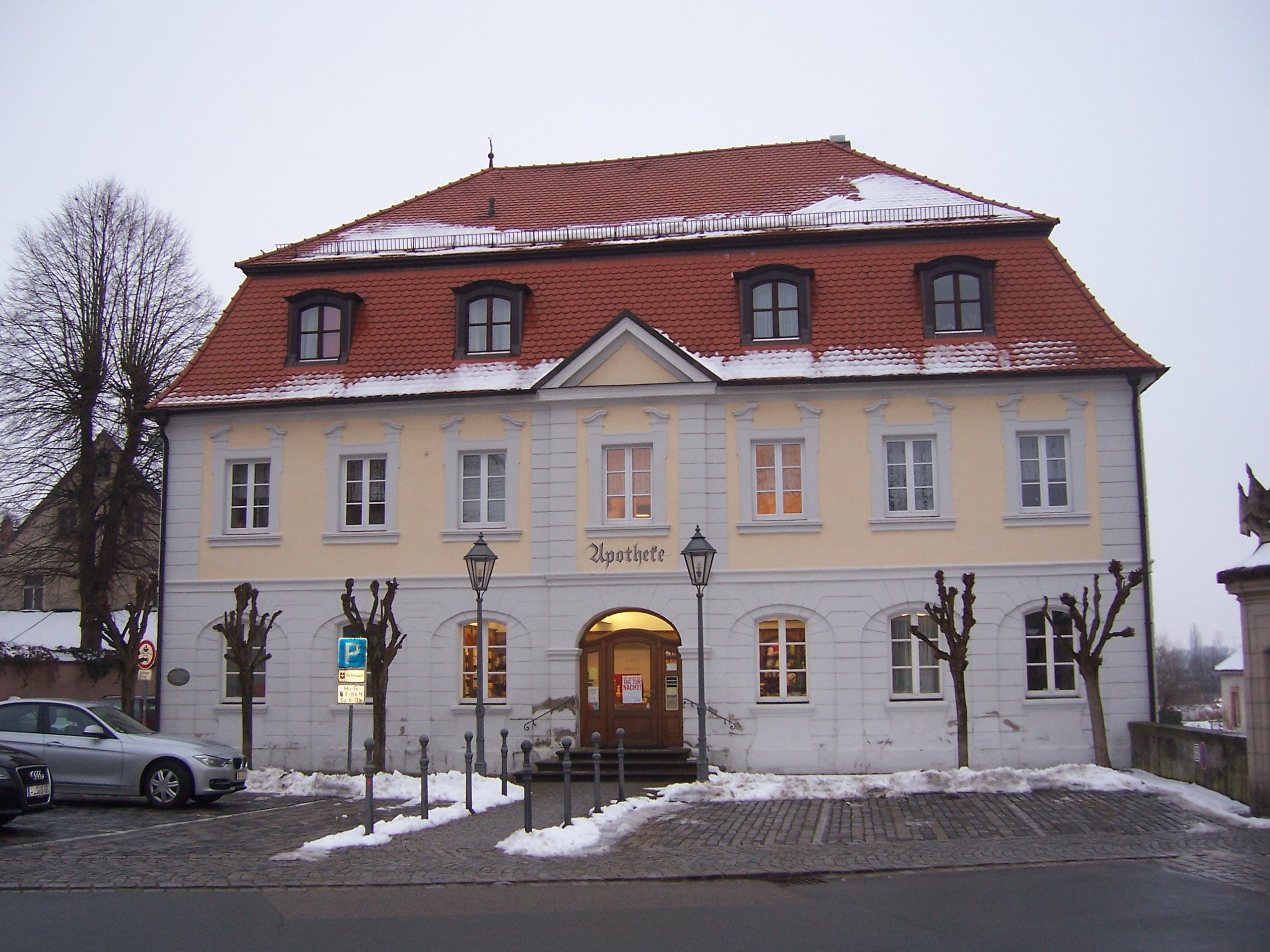
Ehemaliges Landgericht in Ellingen

Das Landgericht Ellingen war ein von 1852 bis 1879 bestehendes bayerisches Landgericht älterer Ordnung mit Sitz in Ellingen im heutigen Landkreis Weißenburg-Gunzenhausen. Das Landgericht befand sich in einem heute als Apotheke dienenden Gebäude an der Neuen Gasse 1.

## Lage
Das Landgericht Ellingen grenzte im Süden an das Landgericht Weißenburg und das Landgericht Pappenheim, im Norden an das Landgericht Pleinfeld, im Westen an das Landgericht Gunzenhausen und das Landgericht Heidenheim und im Osten an das Landgericht Greding.

## Struktur
Im Jahr 1852 wurde im Verlauf der Verwaltungsneugliederung Bayerns nach der Abschaffung der Herrschaftsgerichte das Landgericht Ellingen errichtet, das ursprünglich deckungsgleich mit dem Herrschaftsgericht Ellingen war.
Im Jahr 1856 hatte das Landgericht Ellingen 3,02 Quadratmeilen (≈168 km²) und 7961 Einwohner (2455 Katholiken, 5409 Protestanten und 97 Juden). Es gab 62 Ortschaften (1 Stadt, 14 Pfarrdörfer, 5 Kirchdörfer, 13 Dörfer, 6 Weiler und 23 Einöden) und 22 Gemeinden  (1 Magistrat 3. Klasse, und 21 Landgemeinden):
- Alesheim;
- Bubenheim;
- Dorsbrunn;
- Ellingen mit Blasenhöfe, Bräumühle, Lauterbrunnmühle, Lindenmühle, Pflügelshof, Sommerkeller, Walkershöfe, Ziegelstadel und Zollmühle;
- Emetzheim;
- Ettenstatt mit Burg, Enhofen, Kruglmühle und Wöllmetzhofen;
- Graben;
- Gundelsheim;
- Holzingen;
- Höttingen mit Oberndorf und Ottmarsfeld;
- Hörlbach mit Massenbach;
- Hundsdorf mit Auhof, Rohrbach und Wolfsmühle
- Kattenhochstatt mit Metzenhof und Schertnershof;
- Oberhochstatt mit Gänswirthshaus, Häuser am Wülzburger Berg, Kehl, Niederhofen und  Schleifer am Berg (=Wiesenmühle?);
- Sankt Veit mit Banzermühle, Gündersbach und Walkerszell;
- Stopfenheim mit Tiefenbach;
- Störzelbach;
- Suffersheim mit Hammermühle, Heuberg, Laubenthal und Unterbutzmühle;
- Trommetsheim mit Lengenfeld;
- Wachenhofen mit Hagenbuch;
- Weiboldshausen;
- Weimersheim mit Dürrnhof, Fallhaus, Hattenhof und Schmalwiesen.

Graben wurde an das Landgericht Pappenheim abgetreten und Oberhochstatt an das Landgericht Weißenburg.
Massenbach löste sich von Hörlbach und bildete eine eigene Ruralgemeinde.
Vom Landgericht Greding kamen am 1. Oktober 1857 die Gemeinden Bergen, Geyern, Kaltenbuch, Pfraunfeld und Thalmannsfeld hinzu, und vom Landgericht Gunzenhausen die Gemeinde Ramsberg. Zum 1. Oktober 1858 wechselten bei der Verlegung des Landgerichts Pleinfeld nach Roth die Gemeinden Allmannsdorf, Mühlstetten, Pleinfeld und Stirn zum Landgericht Ellingen.